# Morte súbita (futebol)
Morte súbita, gol de ouro (português brasileiro) ou golo de ouro (português europeu) (em inglês golden goal) é um método utilizado no futebol para decidir o vencedor de partidas eliminatórias que terminam em empate. Consiste em adicionar dois tempos extras de 15 minutos cada após o término do tempo regulamentar de 90 minutos, e dar a vitória à primeira equipe que marcar um gol durante este período, terminando a partida imediatamente após o gol. Este método já não é mais usado em jogos autorizados da FIFA. O gol de ouro ainda é usado em outras modalidades, como jogos de futebol americano da NCAA ou hóquei em campo. Um conceito análogo é utilizado nos jogos da National Rugby League.

## História
O primeiro registro do uso da regra do gol de ouro foi durante o final da Cromwell Cup, a segunda competição de futebol do mundo, em Bramall Lane, Sheffield em 1868, embora o termo golden goal não tenha sido usado à época. O gol decisivo foi marcado por uma equipe recém-formada chamada The Wednesday, hoje conhecido como Sheffield Wednesday.

## Sua introdução no futebol
O termo golden goal foi introduzido pela FIFA, em 1993, juntamente com a mudança de regra, porque o termo alternativo "morte súbita" tinha conotações negativas. O gol de ouro não era obrigatório, e as competições individuais usando o tempo extra poderiam escolher se aplicariam a regra do gol de ouro durante o tempo extra.

## Regras
É acrescentado aos 90 minutos regulares duas metades de quinze minutos de tempo extra. Se alguma equipe marcar um gol durante o tempo extra, a equipe torna-se vencedora e o jogo termina imediatamente. Se não houver gols após dois períodos de tempo extra, a disputa de pênaltis decidirá o resultado do jogo. Ao final das cinco cobranças, caso a igualdade persista, é escolhido um jogador de cada equipe para bater de forma alternada. Se houver vantagem de uma equipe sobre a outra, a partida termina "subitamente".

## Registros do gol de ouro
A primeira Eurocopa em que aplicou-se esta regra foi a edição de 1996, e a primeira Copa do Mundo jogada com a regra foi em 1998.
O primeiro gol de ouro registrado foi em Março de 1993 pela Austrália contra o Uruguai em uma partida de quartas-de-final do Mundial de Futebol Sub-20. O jogador do Huddersfield Town Ian Dunn se tornou o primeiro jogador britânico a resolver uma partida desta maneira, derrotando aos 107 minutos o Lincoln City por 3 a 2 no Auto Windscreens Shield, em 30 de novembro de 1994.
O primeiro grande campeonato a ser decidido valendo-se dessa regra foi a Eurocopa 1996, ganha pela Alemanha contra a República Checa. O gol de ouro nesta final foi marcado por Oliver Bierhoff. Ainda em 1996, durante os Jogos Olímpicos, o jogador da equipe nigeriana sub-23 Nwankwo Kanu resolveu a partida derrotando a Seleção Brasileira com o gol de ouro nas semifinais. Nos Jogos Olímpicos em Sydney, em 2000, o camaronês M'bami marcou um gol de ouro vencendo as quartas-de-final contra a Seleção Brasileira.
Outras grandes finais de campeonatos internacionais decidida por um gol de ouro são:
- Eurocopa 2000 (França derrota a Itália)
- Disputa da medalha de Ouro do jogo nas Olimpíadas de 2000 (na versão feminina a Noruega vence os E.U.A.)
- Na Copa da UEFA (o Liverpool vence o Alavés)
- Na Copa do Mundo de Futebol Feminino Sub-19 de 2002 (os Estados Unidos vencem o Canadá)
- Na Copa das Confederações de 2003 (A França vence Camarões)
- Copa Ouro da CONCACAF 2003 (o México vence o Brasil)
- Supercopa da UEFA 2000 (o Galatassaray derrota o Real Madrid)
- Na Copa do Mundo de Futebol Feminino de 2003 (A Alemanha vence a seleção da Suécia)

O primeiro gol de ouro em Copas do Mundo ocorreu em 1998, com Laurent Blanc marcou para permitir a França derrotar o Paraguai nas oitavas-de-final. Em 2002, três jogos foram decididos por um gol de ouro - Senegal sobre Suécia e Coréia do Sul sobre Itália nas oitavas-de-final, e Turquia sobre Senegal, nas quartas-de-final.
Apesar da regra ter sido introduzida para estimular o jogo ofensivo e reduzir o número de decisões por pênalti, as equipes passaram a jogar mais defensivamente para se proteger contra a eliminação. As equipes geralmente colocavam mais ênfase em não sofrer gols, e muitos períodos com o tempo extra permaneceram sem gols.

## Gol de prata
Em 2002, a UEFA introduziu uma nova regra, o gol de prata (em inglês: silver goal), para decidir uma partida competitiva. Um gol marcado na primeira metade do tempo extra bastaria para que a equipe em questão vencesse a partida ao final dos primeiros 15 minutos, sem a necessidade de jogar a segunda metade do tempo extra. A equipe em desvantagem teria portanto apenas o resto da primeira metade após o gol de prata para empatar e assim estender a competição. Nas competições em que o tempo extra fosse usado havia autonomia de decidir se regra empregada seria a do gol de ouro, do gol de prata, ou nenhum dos dois.

## Abolição do Gol do Ouro
Em Fevereiro de 2004, o IFAB cedeu às muitas reclamações e anunciou que tanto o Gol de Ouro quanto o Gol de Prata deixariam de ser utilizados após a Euro 2004.
A Copa do Mundo de 2006 na Alemanha não empregou o gol de ouro no caso de um jogo empatado durante a fase eliminatória, mas reverteu para a regulamentação anterior: no caso de um jogo empatado durante os 90 minutos regulares, duas metades de 15 minutos de tempo extra seriam jogados. Então, se um empate persistir após os 30 minutos do tempo extra, o vencedor será decidido por disputa de pênaltis.